# Астахов, Эрнест Дмитриевич
Эрне́ст Дми́триевич Аста́хов (укр. Ернест Дмитрович Астахов; род. 21 августа 1998, Днепропетровск) — украинский футболист, защитник клуба «Левый берег».

## Клубная карьера
Эрнест начинал свою карьеру в ДЮСШ «Интер» и академии «Днепра» из своего родного города. В 2015 году он дебютировал во взрослом футболе в составе «Интера», игравшего в чемпионате Днепропетровской области. Сезон-2016 Эрнест начинал в «Петриковке», а затем перешёл в «Никополь». В составе «казаков» он провёл 2 сезона, приняв участие в 41 встрече второй лиги. В 2018 году защитник перебрался в «Кремень». В сезоне 2018/19 Эрнест провёл 18 игр во второй лиге, а его клуб выиграл этот турнир. В начале следующего сезона он сыграл 7 матчей в первой лиге.
В октябре 2019 года «Кремень» расторг контракт с Эрнестом, однако в марте следующего года клуб подписал его обратно. Защитник не сыграл в оставшихся матчах сезона 2019/20 и ушёл в белорусский «Торпедо-БелАЗ» после его окончания. В сезоне-2020 он выступал за дублирующий состав клуба. Его дебют за первую команду «автозаводцев» состоялся 6 апреля 2021 года в кубковой встрече с дзержинским «Арсеналом». Свою первую игру в чемпионате Беларуси Эрнест провёл 25 апреля: в матче против «Гомеля» защитник вышел в стартовом составе и на был заменён Михаилом Афанасьевым.

## Карьера в сборной
В 2019 году Эрнест вызывался в студенческую сборную Украины на Летнюю Универсиаду, проходившую в Неаполе.